# Baeodrosophila
Baeodrosophila är ett släkte av tvåvingar. Baeodrosophila ingår i familjen daggflugor.

## Arter
- Baeodrosophila bicolor
- Baeodrosophila discolor
- Baeodrosophila pallens
- Baeodrosophila pubescens
- Baeodrosophila weiri